# SignalR
SignalR，全稱Microsoft ASP.NET SignalR，是一個使用C#语言寫成的客户端和伺服器端开发库，2012年由微軟所開發。以「定時事件觸發，非同步輸入輸出」為其理念。

## 外部連結
- 官方网站
- 源代码库（页面存档备份，存于）